# Првенство Републике Српске у атлетици на отвореном 2011.
Појединачно сениорско првенство Републике Српске у атлетици на отвореном 2011. је одржано у организацији Атлетског савеза Републике Српске на стадиону Бара на Сокоцу. На првенству се такмичило преко 100 атлетичара из 11 атлетских клубова Српске који су се такмичили у 15 атлетских дисциплина.

## Резултати

### Мушкарци
| Дисциплина             | Побједник          | Клуб         | Вријеме |
| 400 м препоне          | Илија Цвијетић     | АК Гласинац  |         |
| 3.000 м стипл          | Милан Станивуковић | АК Бања Лука |         |
| 200 м                  | Саид Хусеинбашић   | АК Борац     |         |
| 400 м                  | Марко Смиљанић     | АК Бањалука  |         |
| 800 м                  | Дарко Росић        | АК Гласинац  |         |
| 5.000 м                | Дарио Бјељаревић   | АК Добој     |         |
| Штафета 4 × 400 метара |                    | АК Борац     |         |
| Брзо ходање            | Амер Ћуран         | АК Прњавор   |         |
| Скок увис              | Душко Марић        | АК Гласинац  |         |
| Скок удаљ              | Саид Хусеинбашић   | АК Борац     |         |
| Троскок                | Илија Цвијетић     | АК Гласинац  |         |
| Бацање кугле           | Златан Шеранић     | АК Борац     |         |
| Бацање диска           | Златан Шеранић     | АК Борац     |         |
| Бацање кладива         | Мирослав Рогић     | АК Борац     |         |
| Бацање копља           | Крсто Пајић        | АК Гласинац  |         |

### Жене
| Дисциплина             | Побједник           | Клуб        | Вријеме  |
| 200 м                  | Ксенија Кецман      | АК Борац    | 25,42    |
| 400 м                  | Ксенија Кецман      | АК Борац    | 58,17    |
| 800 м                  | Владанка Гаврановић | АК Борац    | 2:16,58  |
| 5.000 м                | Јелена Гајић        | АК Прњавор  | 19:01,48 |
| 400 м препоне          | Горана Цвијетић     | АК Гласинац | 1:10,36  |
| 3.000 м стипл          | Ђурђица Пеулић      | АК Прњавор  | 12:00,62 |
| Штафета 4 × 400 метара |                     | АК Борац    | 4:18,33  |
| 5.000 м ходање         | Тања Симеуновић     | АК Славија  | 10:14,15 |
| Скок увис              | Николина Нешковић   | АК Рогатица | 1,55     |
| Скок удаљ              | Тања Марковић       | АК Рогатица | 5,62     |
| Троскок                | Тања Марковић       | АК Рогатица | 11,87    |
| Бацање кугле           | Горана Тешановић    | АК Борац    | 13,16    |
| Бацање диска           | Горана Тешановић    | АК Борац    | 45,75    |
| Бацање кладива         | Дајана Субашић      | АК Гласинац | 42,87    |
| Бацање копља           | Александра Видовић  | АК Борац    | 38,62    |